# حسن ناظری (بازیکن فوتبال)
حسن ناظری از اصفهانبازیکن سابق فوتبال ایران است. وی به همراه دو بازیکن اصفهانی دیگر از اعضای اصفهانی اولین تیم ملی فوتبال ایران در سال ۱۹۴۱ در مقابل تیم ملی فوتبال افغانستان بوده است. پس از پایان بازی‌ها وی متوجه حمله متفقین به ایران شده است.